# Didier Lestrade

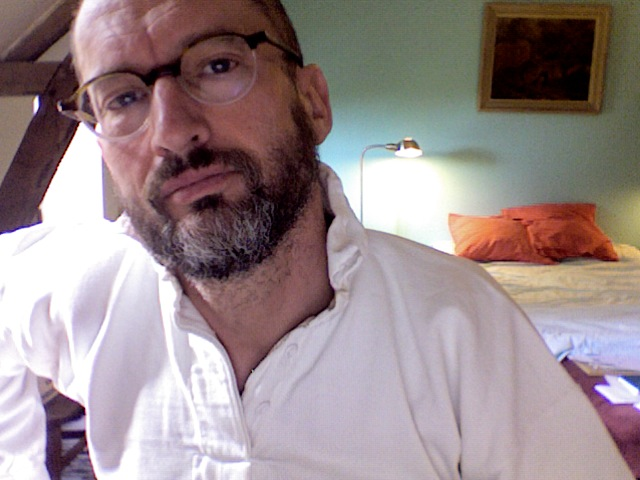
Didier Lestrade

Didier Lestrade (Burdeau (Frans-Algerije), 22 februari 1958) is een Franse schrijver en journalist. Als bekende figuur van homo-emancipatie heeft hij zich ingezet in het strijd tegen aids. Hij heeft een sleutelrol gespeeld binnen de vereniging ACT UP-Paris, waarvan hij medeoprichter is samen met Pascal Loubet.

## Levensloop
Didier Lestrade is opgegroeid in Zuidwest-Frankrijk. Hij is van huis vertrokken in 1977, nadat hij twee keer faalde om het baccalaureaat te halen. Hij is daarna naar Parijs gegaan, waar hij begon te werken voor de eerste Franse onafhankelijke homopublicatie, Gaie Presse. Dit tijdschrift was van korte duur (slechts vier nummers). Toen hij 22 was, besloot hij om Magazine Trimestriel te creëren, samen met Misti die snel daarna artdirector is geworden voor de toonaangevende Franse homokrant Gai Pied. Magazine Trimestriel werd door velen gezien als de meest invloedrijke underground homopublicatie voor mannen van zijn tijd. Dazed en The New York Times-website hebben een stukje geschreven over de recente tentoonstelling Magazine in de Parijse galerij 12Mail. Sindsdien geniet Magazine Trimestriel een soort wederopleving, samen met het tijdschrift Butt, dat een interview over Didier Lestrade heeft gepubliceerd.
In 1986 is de publicatie gestopt na het afnemen van 90 diepgaande interviews in het Engels en Frans, met onder andere David Hockney, Bronski Beat, Brion Gysin, Divine, Gilbert & George, Bill Ward (Brits artiest) en Tom of Finland. Magazine Trimestriel was indertijd ook een toonaangevende outlet voor hypermoderne Europese en Amerikaanse mannelijke fotografie, met de introductie van vintage werk van het kunstenaarsduo Pierre et Gilles, Patrick Sarfati, Erwin Olaf, Paul Blanca, Stanley Stellar en veel anderen. De laatste nummers hadden soms tot wel 190 pagina’s.

## Aidsactivist
In 1986, toen hij 28 was, kwam Lestrade erachter dat hij hiv-positief was. Hij heeft een carrière als freelance muziekjournalist ontwikkeld en schreef voor Gai Pied, Libération en Rolling Stone. Hij heeft een belangrijke rol gespeeld in de nieuwe house-techno muziekscène en schreef goed gelezen wekelijkse recensies in Libération. In 1989 richtte hij zich op aidsactivisme en heeft samen met goede vrienden en journalisten Pascal Loubet en Luc Coulavin de eerste Franse branche van ACT UP opgericht. Hij was voorzitter van Act Up Paris voor de eerste drie kritische jaren. In 1992 speelde hij een belangrijke rol in het creëren van TRT-5, een coalitie van grote Franse hiv-organisaties. TRT-5 was een voorloper op het gebied van kwesties rondom de behandeling van aids en Lestrade was een van de directeurs tot 2002. Tegen 2000 is Lestrade overgestapt van behandeling kwesties naar aids-preventie en is een prominente stem tegen barebacking geworden en heeft de baanbrekende schrijver Guillaume Dustan daarmee geconfronteerd. Het idyllisch verhaal van deze strijd was beschreven (zonder de toestemming van Lestrade) in het eerste boek van Tristan Garcia, die de Prix de Flore uitgereikt kreeg voor La meilleure part des hommes in 2008.

## Journalist
In 1995, toen hij 37 was, was Lestrade medeoprichter van het vooraanstaande Franse maandelijkse holebimagazine Têtu, nogmaals met het hulp van Pascal Loubet. Gefinancierd door Pierre Bergé, bekend van Yves Saint Laurent, en gerund door hoofdredacteur Thomas Doustally, is Têtu het meeste succesvol holebimagazine van Europa. In 2008, verliet Lestrade Têtu en een jaar later vernieuwd hij de website Minorités.org samen met bevriende journalisten Laurent Chambon uit Nederland en Mehmet Koksal uit België. Hij is hoofdredacteur van de wekelijkse nieuwsbrief van Minorités. Het doel van de site is om zaken met betrekking tot minderheden van over de hele wereld te verzamelen.

## Schrijver
In 2000 heeft Lestrade zijn eerste boek gepubliceerd, Act Up, une histoire, een persoonlijk verhaal van de eerste 11 jaar van Act Up-Paris. Dit werd gevolgd door Kinsey 6 (Denoël, 2002), en intiem cultureel en seksueel dagboek van de jaren 1980, gedurende de tijd dat hij Magazine publiceerde. Zijn volgende boek was The End (Denoël, 2004), een vurig en controversieel essay over het falen van hiv-preventie en het fenomeen van barebacking in Frankrijk. Lestrade heeft Parijs in 2002 verlaten om in het landelijke Normandië te gaan wonen bij Alençon. Hij is altijd een natuurliefhebber en tuinliefhebber geweest. Het volgende boek, Cheikh, journal de campagne, werd gepubliceerd in 2007 door Flammarion en gaat over zijn vijf jaar eenzaamheid op het platteland nadat hij vertrok uit Parijs, beïnvloed door het werk van Henry David Thoreau. Hiertoe reisde hij naar Concord in Massachusetts en bracht een bezoek aan Walden Pond. Zijn vijfde boek Chroniques du dance floor, Libération 1988-1999 werd in mei 2010 gepubliceerd door l’Éditeur Singulier. Lestrade staat in de 2006–2007 editie van Who’s Who in France.

## Clubpromotor
In 2000 heeft Lestrade samen met wat vrienden een maandelijkse revue bij de Boule Noire gestart. Deze mixed house gay club samen met resident-dj Patrick Vidal ging door tot 2004. Daarna begon hij de revue Otra Otra samen met resident-dj Nick V tot 2006. Lestrade heeft ook twee muziekcompilaties uitgebracht samen met Patrick Thévenin: Paradise Garage (Pschent, 1997) en Paradise Garage 2 (Pschent, 1999). Nog een compilatie is ook in 2008 verschenen: Slow Jamz & Hot Songs (WEA).

## Blogger
Nadat hij Têtu verliet heeft Lestrade geprobeerd om zich te richten op het schrijven op online verhalen, wetende dat de meeste van zijn artikelen tijdens de laatste twee decennia niet online staan. Hij begon zijn blog dat door de website French GQ wordt gezien als een van de 20 meeste invloedrijke blogs. In 2010 is hij zijn eigen website begonnen. Deze site is toegewijd aan het archiveren van zijn carrière als journalist over onderwerpen zoals muziek, fotografie, aidsactivisme en homoporno.